# Louis Cachet
Louis Cachet est un homme politique français né le 21 avril 1850 à Saint-Claude (Jura) et mort le 19 octobre 1914 à Domfront (Orne)
Fils d'un receveur des contributions, il entame des études de médecine et s'installe à Domfront. Conseiller d'arrondissement et conseiller municipal de Domfront, il est député de l'Orne de 1902 à 1910, inscrit au groupe républicain nationaliste et à celui de l'Action libérale. En 1910, il est élu au Sénat et y siège jusqu'à sa mort, en 1914, au groupe de la Gauche républicaine.

## Sources
- « Louis Cachet », dans le Dictionnaire des parlementaires français (1889-1940), sous la direction de Jean Jolly, PUF, 1960 [détail de l’édition]